# NHK Trophy 2021
NHK Trophy 2021 – czwarte w kolejności zawody łyżwiarstwa figurowego z cyklu Grand Prix 2021/2022. Zawody odbyły się od 12 do 14 listopada 2021 roku w hali Yoyogi National Gymnasium w Tokio.
W konkurencji solistów zwyciężył Japończyk Shōma Uno, zaś wśród solistek jego rodaczka Kaori Sakamoto. W parach sportowych triumfowali Rosjanie Anastasija Miszyna i Aleksandr Gallamow, zaś w parach tanecznych ich rodacy Wiktorija Sinicyna i Nikita Kacałapow.

## Terminarz
| Data         | Godzina                     | Konkurencja     | Segment          |
| ------------ | --------------------------- | --------------- | ---------------- |
| 12 listopada | 12:33 UTC+09:00 / 04:33 CET | Pary sportowe   | Program krótki   |
| 12 listopada | 14:20 UTC+09:00 / 06:20 CET | Pary taneczne   | Taniec rytmiczny |
| 12 listopada | 16:13 UTC+09:00 / 08:13 CET | Solistki        | Program krótki   |
| 12 listopada | 19:04 UTC+09:00 / 11:04 CET | Soliści         | Program krótki   |
| 13 listopada | 12:23 UTC+09:00 / 04:23 CET | Pary sportowe   | Program dowolny  |
| 13 listopada | 14:40 UTC+09:00 / 06:40 CET | Pary taneczne   | Taniec dowolny   |
| 13 listopada | 16:40 UTC+09:00 / 08:40 CET | Solistki        | Program dowolny  |
| 13 listopada | 19:35 UTC+09:00 / 11:35 CET | Soliści         | Program dowolny  |
| 14 listopada | 13:20 UTC+09:00 / 05:20 CET | Pokazy mistrzów | Pokazy mistrzów  |

## Rekordy świata
| Rekordy świata (GOE±5) na moment rozpoczęcia zawodów (stan na 12 listopada 2021): | Rekordy świata (GOE±5) na moment rozpoczęcia zawodów (stan na 12 listopada 2021): | Rekordy świata (GOE±5) na moment rozpoczęcia zawodów (stan na 12 listopada 2021): | Rekordy świata (GOE±5) na moment rozpoczęcia zawodów (stan na 12 listopada 2021): | Rekordy świata (GOE±5) na moment rozpoczęcia zawodów (stan na 12 listopada 2021): | Rekordy świata (GOE±5) na moment rozpoczęcia zawodów (stan na 12 listopada 2021): |
| Konkurencja                                                                       | Segment                                                                           | Zawodnicy                                                                         | Punkty                                                                            | Zawody                                                                            | Data                                                                              |
| --------------------------------------------------------------------------------- | --------------------------------------------------------------------------------- | --------------------------------------------------------------------------------- | --------------------------------------------------------------------------------- | --------------------------------------------------------------------------------- | --------------------------------------------------------------------------------- |
| Soliści                                                                           | Nota łączna                                                                       | Nathan Chen                                                                       | 335,30                                                                            | Finał Grand Prix 2019                                                             | 7 grudnia 2019                                                                    |
| Soliści                                                                           | Program dowolny                                                                   | Nathan Chen                                                                       | 224,92                                                                            | Finał Grand Prix 2019                                                             | 7 grudnia 2019                                                                    |
| Soliści                                                                           | Program krótki                                                                    | Yuzuru Hanyū                                                                      | 111,82                                                                            | Mistrzostwa czterech kontynentów 2020                                             | 7 lutego 2020                                                                     |
| Solistki                                                                          | Nota łączna                                                                       | Kamiła Walijewa                                                                   | 265,08                                                                            | Skate Canada International 2021                                                   | 30 października 2021                                                              |
| Solistki                                                                          | Program dowolny                                                                   | Kamiła Walijewa                                                                   | 180,89                                                                            | Skate Canada International 2021                                                   | 30 października 2021                                                              |
| Solistki                                                                          | Program krótki                                                                    | Alona Kostornoj                                                                   | 85,45                                                                             | Finał Grand Prix 2019                                                             | 6 grudnia 2019                                                                    |
| Pary sportowe                                                                     | Nota łączna                                                                       | Sui Wenjing / Han Cong                                                            | 234,84                                                                            | Mistrzostwa świata 2019                                                           | 21 marca 2019                                                                     |
| Pary sportowe                                                                     | Program dowolny                                                                   | Sui Wenjing / Han Cong                                                            | 155,60                                                                            | Mistrzostwa świata 2019                                                           | 21 marca 2019                                                                     |
| Pary sportowe                                                                     | Program krótki                                                                    | Aleksandra Bojkowa / Dmitrij Kozłowskij                                           | 82,34                                                                             | Mistrzostwa Europy 2020                                                           | 22 stycznia 2020                                                                  |
| Pary taneczne                                                                     | Nota łączna                                                                       | Gabriella Papadakis / Guillaume Cizeron                                           | 226,61                                                                            | NHK Trophy 2019                                                                   | 23 listopada 2019                                                                 |
| Pary taneczne                                                                     | Taniec dowolny                                                                    | Gabriella Papadakis / Guillaume Cizeron                                           | 136,58                                                                            | NHK Trophy 2019                                                                   | 23 listopada 2019                                                                 |
| Pary taneczne                                                                     | Taniec rytmiczny                                                                  | Gabriella Papadakis / Guillaume Cizeron                                           | 90,03                                                                             | NHK Trophy 2019                                                                   | 22 listopada 2019                                                                 |

## Wyniki

### Soliści
| Poz. | Zawodnik          | Nota łączna | SP  | SP     | FS  | FS     |
| ---- | ----------------- | ----------- | --- | ------ | --- | ------ |
| 1    | Shōma Uno         | 290,15      | 1   | 102,58 | 1   | 187,57 |
| 2    | Vincent Zhou      | 260,69      | 2   | 99,51  | 6   | 161,18 |
| 3    | Cha Jun-hwan      | 259,60      | 3   | 95,92  | 5   | 163,68 |
| 4    | Makar Ignatow     | 257,20      | 4   | 90,54  | 4   | 166,66 |
| 5    | Matteo Rizzo      | 255,84      | 6   | 84,78  | 3   | 171,06 |
| 6    | Aleksandr Samarin | 255,65      | 7   | 84,32  | 2   | 171,33 |
| 7    | Sōta Yamamoto     | 238,90      | 5   | 86,05  | 8   | 152,85 |
| 8    | Kao Miura         | 232,89      | 8   | 76,62  | 7   | 156,27 |
| 9    | Tomoki Hiwatashi  | 217,08      | 9   | 72,36  | 9   | 144,72 |
| 10   | Nam Nguyen        | 208,39      | 10  | 64,28  | 10  | 144,11 |
| 11   | Camden Pulkinen   | 193,18      | 11  | 55,53  | 11  | 137,65 |
| WD   | Daniił Samsonow   | DNS         | DNS | DNS    | DNS | DNS    |
| WD   | Yuzuru Hanyū      | DNS         | DNS | DNS    | DNS | DNS    |

### Solistki
Podczas rozgrzewki przed programem krótkim Rosjanka Darja Usaczowa upadła po wykonaniu skoku i doznała poważnej kontuzji złamania biodra, co wyeliminowało ją z rywalizacji w zawodach.
| Poz. | Zawodniczka        | Nota łączna | SP  | SP    | FS  | FS     |
| ---- | ------------------ | ----------- | --- | ----- | --- | ------ |
| 1    | Kaori Sakamoto     | 223,34      | 1   | 76,56 | 1   | 146,78 |
| 2    | Mana Kawabe        | 205,44      | 2   | 73,88 | 4   | 131,56 |
| 3    | You Young          | 203,60      | 3   | 68,08 | 2   | 135,52 |
| 4    | Alysa Liu          | 202,90      | 4   | 67,72 | 3   | 135,18 |
| 5    | Lim Eun-soo        | 186,68      | 5   | 65,23 | 6   | 121,45 |
| 6    | Rino Matsuike      | 186,17      | 7   | 63,34 | 5   | 122,83 |
| 7    | Amber Glenn        | 175,83      | 6   | 63,43 | 8   | 112,40 |
| 8    | Nicole Schott      | 172,37      | 8   | 59,26 | 7   | 113,11 |
| 9    | Wi Seo-yeong       | 170,54      | 9   | 58,23 | 9   | 112,31 |
| WD   | Darja Usaczowa     | DNS         | DNS | DNS   | DNS | DNS    |
| WD   | Olha Mikutina      | DNS         | DNS | DNS   | DNS | DNS    |
| WD   | Rika Kihira        | DNS         | DNS | DNS   | DNS | DNS    |
| WD   | Aleksandra Trusowa | DNS         | DNS | DNS   | DNS | DNS    |

### Pary sportowe
| Poz. | Zawodnicy                               | Nota łączna | SP  | SP    | FS  | FS     |
| ---- | --------------------------------------- | ----------- | --- | ----- | --- | ------ |
| 1    | Anastasija Miszyna / Aleksandr Gallamow | 227,28      | 1   | 78,40 | 1   | 148,88 |
| 2    | Jewgienija Tarasowa / Władimir Morozow  | 213,27      | 2   | 75,78 | 2   | 137,49 |
| 3    | Riku Miura / Ryuichi Kihara             | 209,42      | 3   | 73,98 | 3   | 135,44 |
| 4    | Ashley Cain-Gribble / Timothy LeDuc     | 202,79      | 4   | 70,75 | 4   | 132,04 |
| 5    | Audrey Lu / Misha Mitrofanov            | 190,03      | 5   | 64,95 | 5   | 125,08 |
| 6    | Evelyn Walsh / Trennt Michaud           | 167,98      | 6   | 56,97 | 6   | 111,01 |
| 7    | Minerva Fabienne Hase / Nolan Seegert   | 161,89      | 7   | 54,63 | 7   | 107,26 |
| WD   | Miriam Ziegler / Severin Kiefer         | DNS         | DNS | DNS   | DNS | DNS    |

### Pary taneczne
| Poz. | Zawodnicy                             | Nota łączna | RD  | RD    | FD  | FD     |
| ---- | ------------------------------------- | ----------- | --- | ----- | --- | ------ |
| 1    | Wiktorija Sinicyna / Nikita Kacałapow | 215,44      | 1   | 86,33 | 1   | 129,11 |
| 2    | Madison Chock / Evan Bates            | 210,78      | 2   | 86,02 | 2   | 124,76 |
| 3    | Lilah Fear / Lewis Gibson             | 191,91      | 3   | 76,43 | 3   | 115,48 |
| 4    | Sara Hurtado / Kiriłł Chalawin        | 188,09      | 4   | 76,40 | 5   | 111,69 |
| 5    | Marjorie Lajoie / Zachary Lagha       | 187,38      | 5   | 74,45 | 4   | 112,93 |
| 6    | Kana Muramoto / Daisuke Takahashi     | 179,50      | 6   | 70,74 | 6   | 108,76 |
| 7    | Misato Komatsubara / Tim Koleto       | 172,20      | 7   | 68,13 | 7   | 104,07 |
| 8    | Ołeksandra Nazarowa / Maksym Nikitin  | 165,38      | 8   | 66,07 | 8   | 99,31  |
| 9    | Sofja Szewczenko / Igor Jeriomienko   | 160,13      | 9   | 65,17 | 9   | 94,96  |
| WD   | Kaitlin Hawayek / Jean-Luc Baker      | DNS         | DNS | DNS   | DNS | DNS    |
| WD   | Wang Shiyue / Liu Xinyu               | DNS         | DNS | DNS   | DNS | DNS    |